# Ан-74ТК-300
Ан-74ТК-300 — украинский грузо-пассажирский самолёт, созданный в 2001 году на АНТК «Антонов» на базе транспортного самолёта Ан-74 с перенесёнными под крыло двигателями и новым интерьером пассажирского салона, разработанным «ИнтерАМИ Интерьер».

## История создания
Ан-74ТК-300 был запланирован как модернизация самолёта Ан-74, но, по сути, стал принципиально новым высокоэкономичным самолётом семейства «Антонов» с улучшенными аэродинамическими свойствами и современным дизайном интерьера пассажирской кабины. Первый полёт самолёта Ан-74ТК-300 состоялся 20 апреля 2001 года в Харькове на аэродроме ХГАПП. 

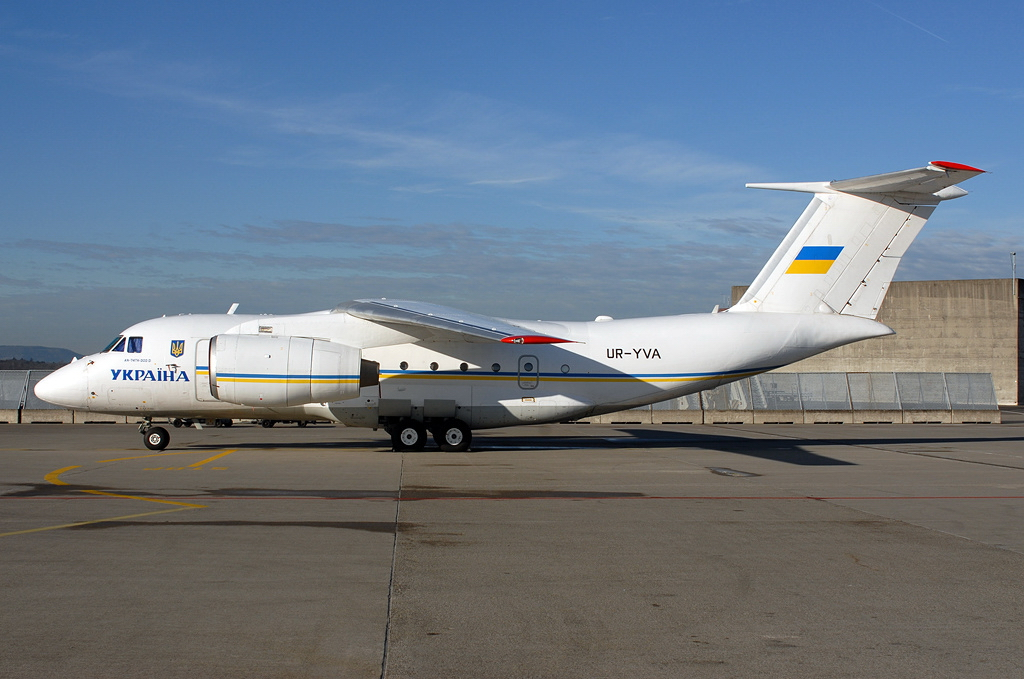
Ан-74ТК-300Д левый борт

Особенностью компоновки самолёта является установка двухконтурных турбореактивных двигателей Д36 серии 4А с реверсом тяги (производства «Мотор Сич») под крылом на пилонах. Новая компоновка позволила значительно увеличить крейсерскую скорость, дальность полёта и экономическую эффективность самолёта. Ан-74ТК-300 оснащён современным радиосвязным и пилотажно-навигационным оборудованием в соответствии с требованиями ICAO до 2015 года, что обеспечивает полёты самолёта на оборудованных трассах во всех регионах, в простых и сложных метеоусловиях, днём и ночью.
Ан-74ТК-300VIP входит в состав государственной авиакомпании «Украина» с 2004 года и перевозит первых лиц Украины.
Ан-74ТК-300, принадлежащий ВВС Ливии, был повреждён во время авианалёта в феврале 2011 года.

## Модификации
| Название модели                                 | Краткие характеристики, отличия.                               |
| ----------------------------------------------- | -------------------------------------------------------------- |
| Ан-74ТК-300                                     | Базовая модель                                                 |
| Ан-74ТК-300Д (другое название — Ан-74ТК-300VIP) | Версия самолёта оборудованного салоном повышенной комфортности |
| Ан-74МП-300                                     | Проект патрульного самолёта морской авиации                    |

## Лётно-технические характеристики

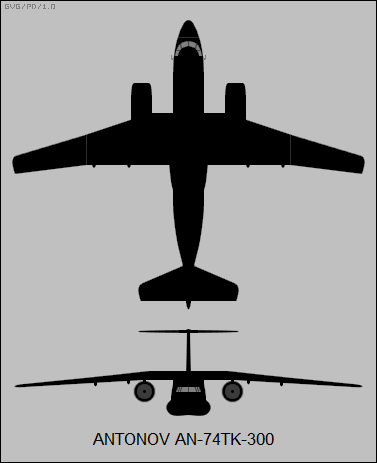

Источник данных: 

Технические характеристики
- Экипаж: 2
- Пассажировместимость: 60 (максимальная)
- Грузоподъёмность: до 10000 кг
- Длина: 28,07 м
- Размах крыла: 31,89 м
- Высота: 8,65 м
- Площадь крыла: 98,62 м²
- Масса пустого: 19000 кг
- Максимальная взлётная масса: 37500 кг
- Масса топлива во внутренних баках: 13210 кг
- Силовая установка: 2 × ТРДД Д-36 серии 4А
- Тяга: 2 × 63,76 кН (максимальная)

Лётные характеристики
- Максимальная скорость: 750 км/ч
- Крейсерская скорость: 600—740 км/ч
- Практическая дальность: 
— с загрузкой 10000 кг: 1450 км
— с 52 пассажирами: 3500 км
— с 24 пассажирами: 4500 км
- Перегоночная дальность: 5300 км
- Практический потолок: 10100 м

## Аварии и катастрофы
| Дата       | Бортовой номер | Место     | Жертвы/На борту | Краткое описание |
| ---------- | -------------- | --------- | --------------- | --- |
| 17.05.2014 | RDPL-34020     | Пхонсаван | 16/17           | При заходе на посадку столкнулся с высоким деревом и потерпел катастрофу в 4 км до ВПП аэропорта Сиангкхуанг. Погибли 16 человек, все — высокопоставленные чиновники правительства Лаоса, в том числе министр обороны Лаоса и министр общественной безопасности Лаоса. |

## Операторы
Военные
- Судан: 2 Ан-74ТK-300, по состоянию на 2016 год[4]
- Украина: 1 Ан-74ТК-300 для перевозки первых лиц государства[5][6]